# الأسرة المصرية الثالثة
الأسرة المصرية الثالثة هي أول أسرات المملكة القديمة التي ظهرت خلالها بدايات الحضارة المصرية القديمة، حيث انتقلت العاصمة إلى مدينة منف نهائياً، بدأت بتولي الملك زوسر العرش بعد سلفه الملك خع سخموي (آخر ملوك الأسرة الثانية). وتذكر كل من بردية تورين وقائمة أبيدوس للملوك وجود خمس ملوك للأسرة الثالثة، في حين تذكر قائمة سقارة للملوك وجود أربعة ملوك فقط.
من أهم آثار الأسرة الثالثة هي مجموعة الملك زوسر الهرمية التي بناها في سقارة والتي تتضمن الهرم وهو أول مقبرة تتخذ الشكل الهرمي وإن كان  غير كامل . وقد خطط تلك المجموعة وزير الملك، المهندس المعماري والفلكي إمحوتب صاحب الشهرة والنفوذ والذي عُرف أيضاً بكونه طبيب وساحر وتم تقديسه بعد وفاته حتى اتحد مع معبود الطب الاغريقي اسقليبيوس، وأقيم متحف في منطقة سقارة يحمل اسمه . حكم ملوك الأسرة الثالثة مصر نحو 75 عام انتهت بحكم الملك حوني. 

## ملوك الأسرة الثالثة
| الاسم    | تعليق                                  | تواريخ           |
| -------- | -------------------------------------- | ---------------- |
| سا ناختي | -                                      | 2686 – 2668 ق.م. |
| زوسر     | صاحب هرم سقارة المدرج الذي صممه إمحوتب | 2668 – 2649 ق.م. |
| سانخت    | -                                      | 2649 – 2643 ق.م. |
| خابا     | -                                      | 2643 – 2637 ق.م. |
| حوني     | -                                      | 2637 – 2613 ق.م. |

## معرض صور

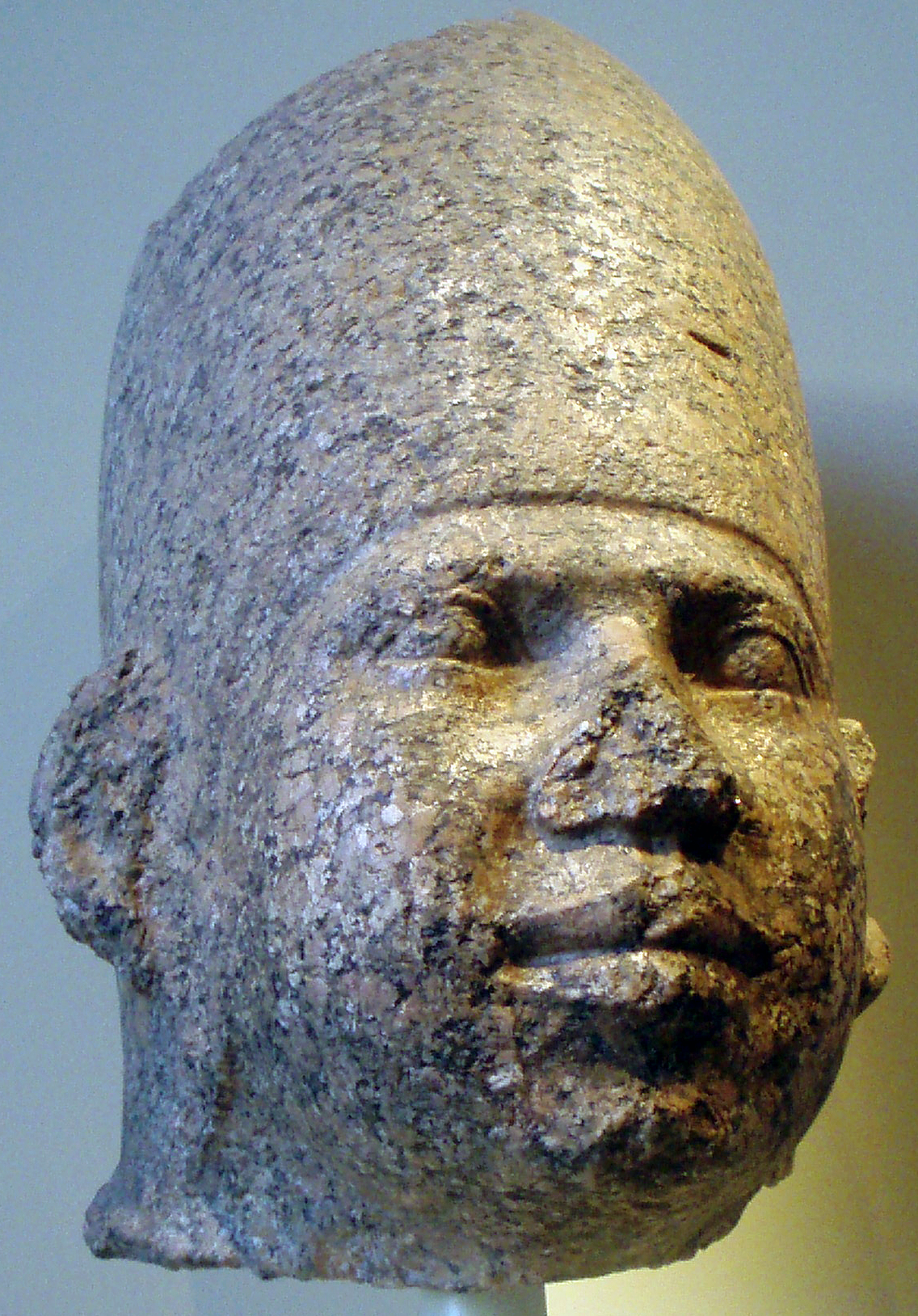
رأس تمثال من الجرانيت لفرعون من المملكة القديمة يُعتقد أنه حوني. حوالي 2650-2600 قبل الميلاد
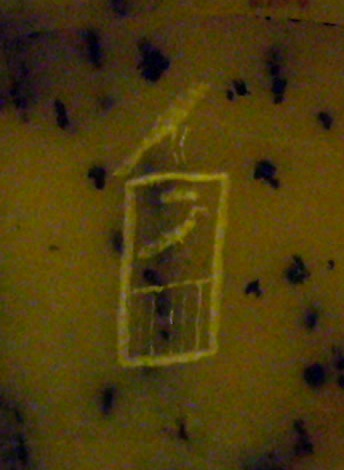
صورة مقربة لاسم الملك المصري خع با على إناء حجري في متحف بيتري (لندن)
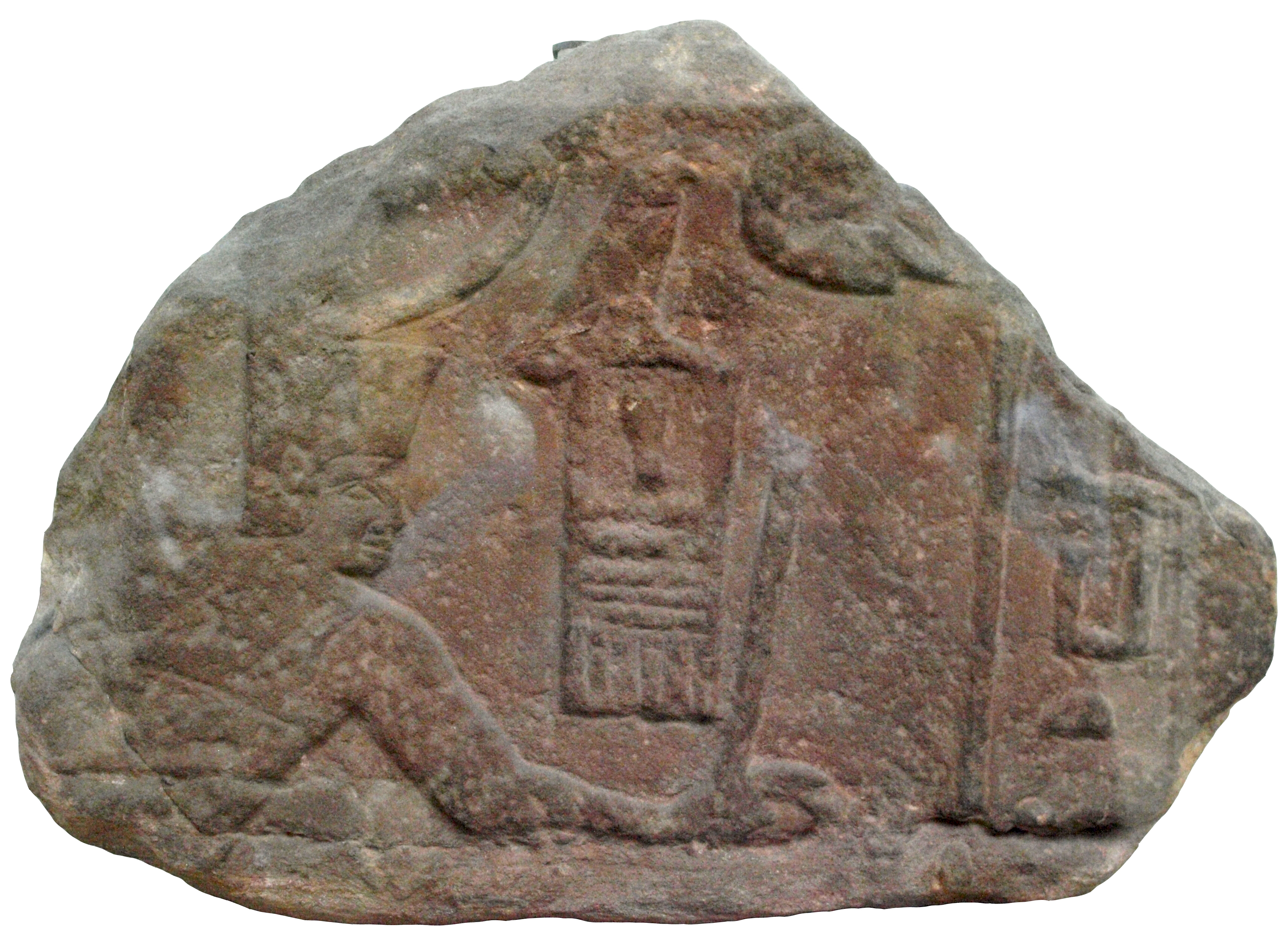
قطعة أثرية للملك سا ناختي تصور الملك وهو يحارب العدو. المتحف البريطاني.
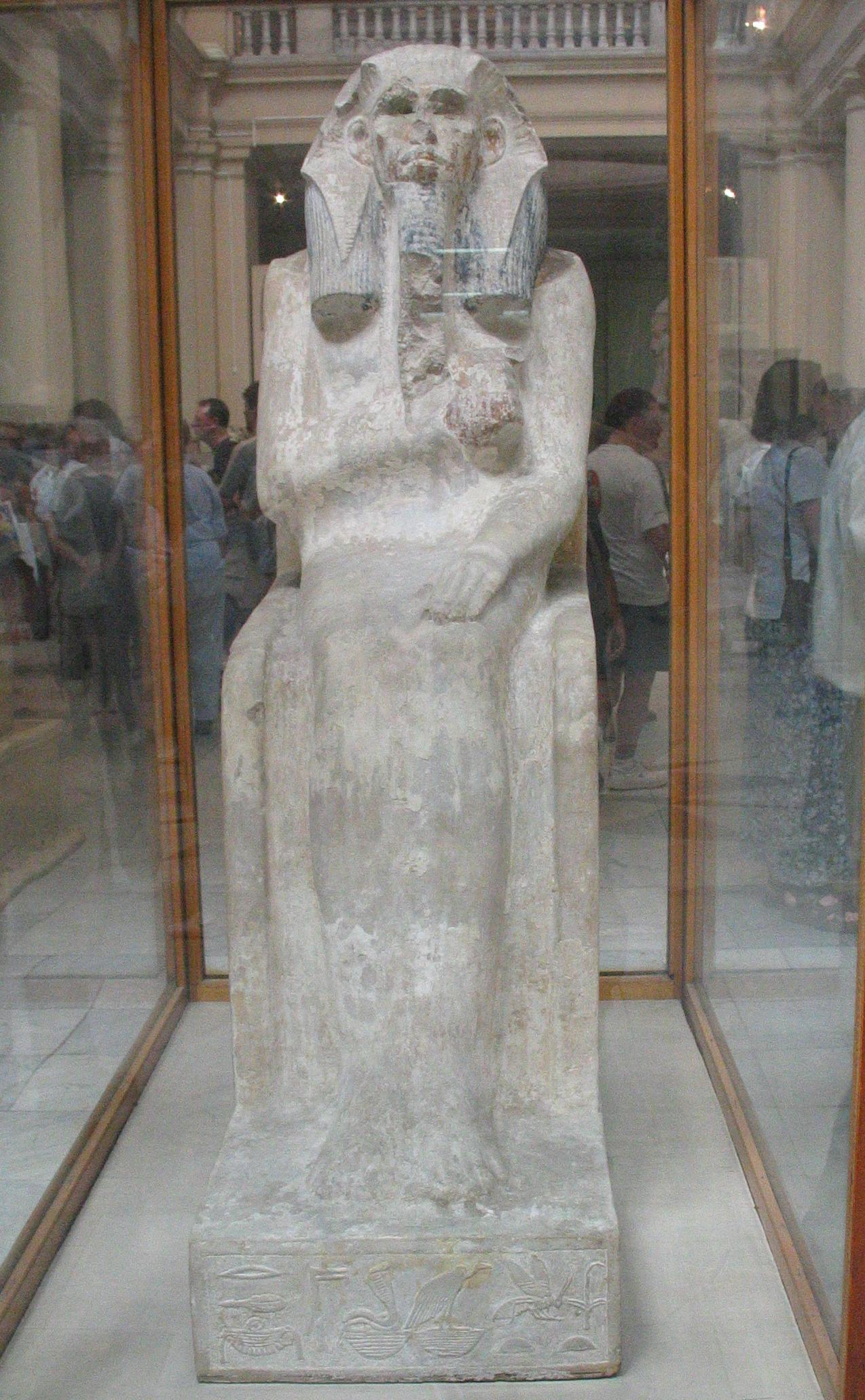
تمثال من الحجر الجيري للملك زوسر
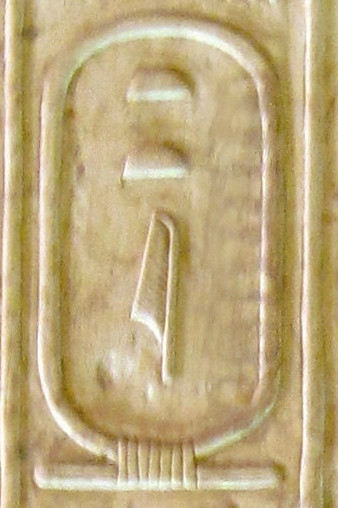
نقش لإسم الملك سخم خت كما يظهر في قائمة ملوك أبيدوس.

## اقرأ أيضا
- حسي رع